# Peugeot Typ 93
Der Peugeot Typ 93 ist ein frühes Automodell des französischen Automobilherstellers Peugeot, von dem 1907 im Werk Lille 164 Exemplare produziert wurden.
Die Fahrzeuge besaßen einen Vierzylinder-Viertaktmotor, der vorne angeordnet war und über Kette die Hinterräder antrieb. Der Motor leistete aus 6371 cm³ Hubraum 28 PS.
Es gab die Modelle 93 A, 93 B und 93 C. Die Karosserieform Doppelphaeton bot Platz für vier Personen.